# MONACO
MONACO位於香港九龍啟德沐泰街一帶，為啟德河的高尚住宅項目，由會德豐地產發展，由梁黃顧建築師（香港）事務所有限公司及王董建築師事務有限公司設計，金門建築承建。項目以摩納哥生活為主題，名稱分別命名為MONACO、GRANDE MONACO、MONACO ONE和MONACO MARINE。項目預計為2023年3月落成，示範單位設於海港城港威大廈一期9樓，於2021年10月因應MONACO ONE和MONACO MARINE示範單位而改為10樓(已拆)。

## 歷史
2018年3月9日，會德豐地產以約63.592億港元向海航集团旗下香港國際建投購入啟德第1L區1號地皮，以最高的樓面面積425,361平方呎計，平均樓面呎價14950元，獲批興建2幢樓高33層及34層的住宅大廈，以及5幢4層至5層高的住宅大廈，合共涉及樓面約425,369方呎。
2018年11月7日，地政總署公布會德豐地產新世界發展恒基地產及帝國集團合組的財團Voyage Mile Limited以83.33億港元奪得啟德首幅跑道區住宅地，即啟德第4B區3號地盤的新九龍內地段第6574號的用地，地盤面積約為104475平方呎，以最高樓面面積為574,615平方呎計，平均樓面呎價14500元，現為MIAMI QUAY。
2019年2月1日，會德豐地產以約68.89億港元向海航集团旗下香港國際建投購入啟德第1L區2號地皮，以最高的樓面面積551138平方呎計，平均樓面轉讓價約12500元，該項目去年已獲屋宇署批建兩座34層高的員工宿舍，改建住宅需要重新入則。
2021年2月17日，地政總署公布長江實業集團以102.8億港元投得啟德第4E區2號住宅地盤，地盤面積約約117844平方呎，以最高樓面面積為648143平方呎計，平均樓面呎價约15861元;另外，會德豐地產旗下物業MONACO和GRANDE MONACO開始動工。
2022年12月22日，MONACO和GRANDE MONACO聯同藍田茶果嶺物業KOKO HILLS正式入伙。 （页面存档备份，存于）

## 項目主題
發展商透過摩納哥元素，反映住戶有品味生活的象徵。
- MONACO:以遊艇設計為構思
- GRANDE MONACO:以遊艇及海岸為元素
- MONACO ONE:以一級方程式賽車為元素，當中項目第2A及第2B座以Enzo及Moden命名。[2]
- MONACO MARINE:以邁阿密和摩納哥式渡假主題，靈感來自SUPER YACHT超級遊艇，反映項目臨海優勢。而低座住宅命名亦緊扣「Marine」航海主題，取材自著名地中海帆船競賽賽道，包括「Rolex Capri Sailing Week」中途站「Salerno」、「Rolex Giraglia Cup」終點站「Sanremo」、「Maxi Yacht Rolex Cup」舉辦地「Sardinia」，以及「Argentario Sailing Week」舉辦地「Stefano」， 匯聚世界級享負盛名的帆船勝地。[3]

### 標題
| 項目          | 標題                     |
| ------------- | ------------------------ |
| MONACO        | Set Sail with your Dream |
| GRANDE MONACO | Live your Dream          |
| MONACO ONE    | The Grandest Tour        |
| MONACO MARINE | Welcome On Board         |

## 住宅

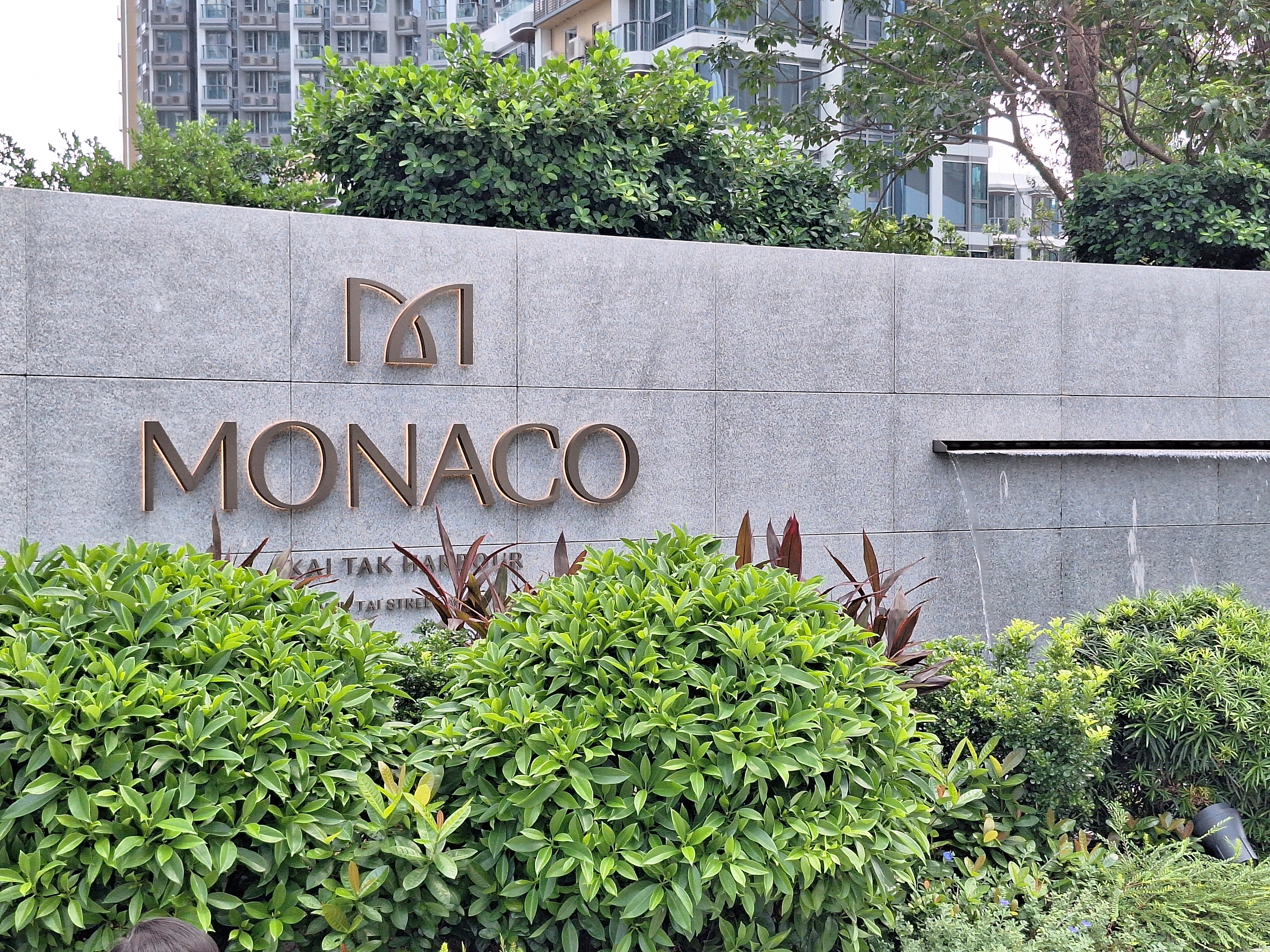
MONACO及GRANDE MONACO閘門招牌

### MONACO
項目位於沐泰街12號，設有1座36層高大樓，屬於「第2A座及第2B座」，提供399伙單位，實用面積280至1394呎。預計關鍵日期為2022年12月30日。項目2021年1月17日開售，到同年5月累售354伙，套現超過43億元。

### GRANDE MONACO
位於沐泰街12號，設1座樓高34層高座大樓，並細分為第1A座及1B座，每層設7伙單位，戶型包括1房至4房，實用面積332至1,679平方呎，部分單位可享有維港海景。而低座大樓有4棟，提供41伙單位，包括1房至4房，當中近半為特色戶，設有連150平方呎花園。關鍵日期為2022年12月31日。項目在2021年2月27日開售，最平766.2萬元起，折實呎價約2.18萬元。到同年3月已經賣出136伙，佔可售單位近75%，套現近20億元，平均售價近1,450萬元。

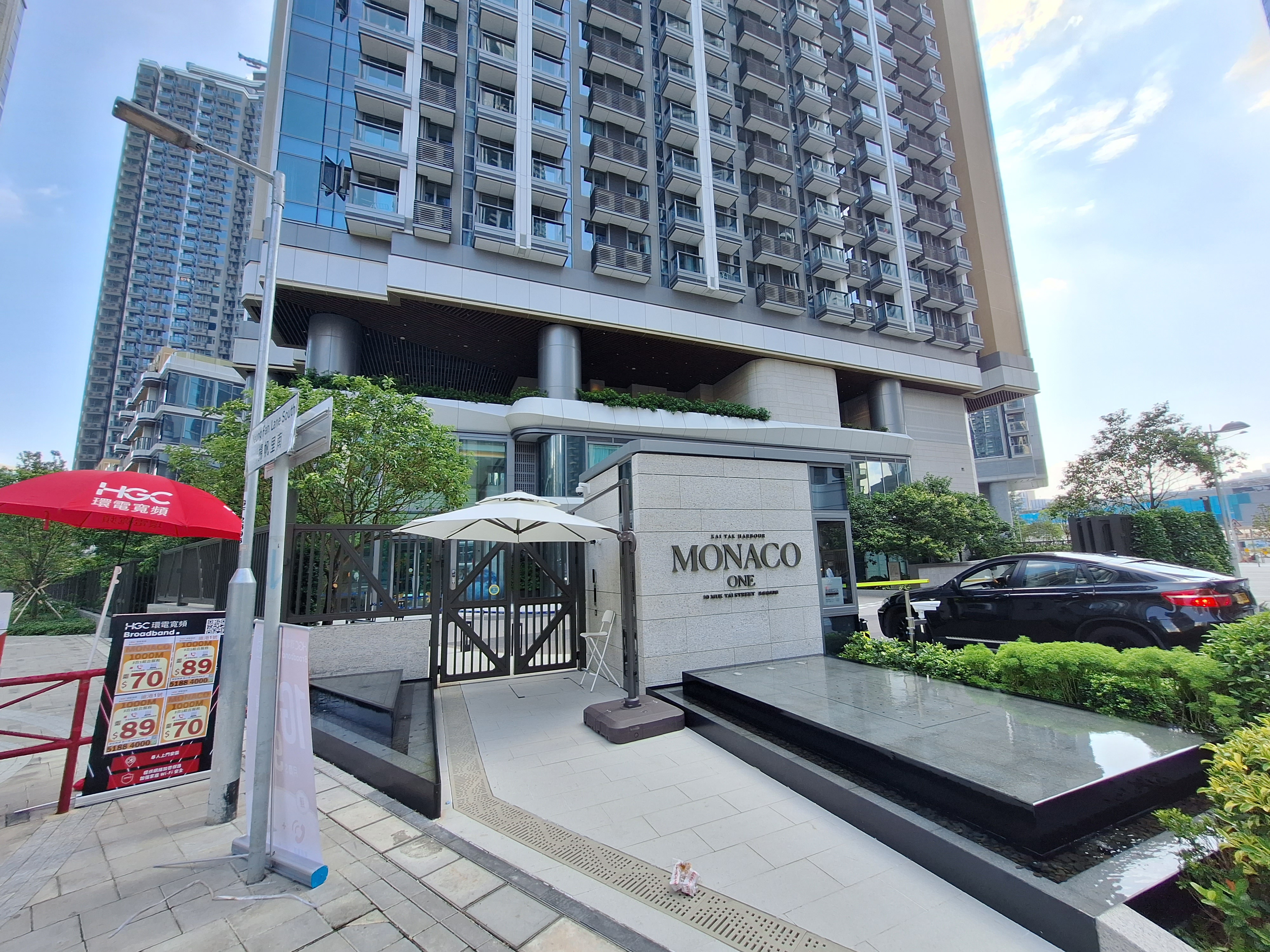
MONACO ONE及MONACO MARINE入口閘門

### MONACO ONE
位於沐泰街10號，設1座樓高36層的住宅大樓，屬於「第2A座及第2B座」，每層設16伙單位，合共提供492伙單位，單位面積319至1471平方呎，預計關鍵日期為2023年3月15日。項目在2021年11月13日開售，在短短6日內售出98%單位，合共套現49.8億。

### MONACO MARINE
位於沐泰街10號，設2幢高座大樓，樓高35層，提供453伙單位。樓高6至8層的低座大樓有4棟，提供106伙單位。戶型包括一至三房，實用面積由約320至710方呎，約一半單位可享東南維港景色。而頂層設2伙天際特色戶，實用面積約1,500至1,700方呎。預計關鍵日期為2023年3月15日。項目計劃在2022年4月末政府放寬限聚令後開售。發展商同時提供網上360度睇樓功能。

## 住客會所
分別命名為Club Monaco和Club Monaco One，屋苑住客會所為雙會所設計，並設 5G 網絡覆蓋整個會所。

### MONACO和GRANDE MONACO
會所樓高5層，總面積逾58,500方呎。而設施包括特設2個室內外泳池，包括50米戶外泳池「Pool On Deck」，以遊艇甲板為設計概念，並設有戶外園林「Yacuzzi」；佔地逾2,600方呎，24小時開放的雙健身室，健身器材除了利用Technogym外，會德豐地產還首創了住宅健身室品牌「BODY N SOUL」。另外會所設「 MONTE CARLO 」宴會廳，以摩納哥著名賭場為靈感，配以摩納哥藍(Monaco Blue) 為主調，高雅設計風格，宴會廳設開放式廚房、悠閒雅座、戶內外用餐區、園林空間及大型電視;會所內設多個休閒空間，為 Work From Home 的住戶提供舒適工作環境。

### MONACO ONE和MONACO MARINE
會所CLUB MONACO ONE總面積約3.7萬方呎，連園林面積合共達6.7萬方呎。採用賽車及超級遊艇作設計概念，並提供多種設施，包括私人品酒廳、獨立會面空間、1,490平方呎的24小時健身室、6,800呎的兒童玩樂天地、宴會廳、實景互動球類模擬遊戲、室內恆溫泳池、兒童戶外水上樂園「海洋歷奇」、以及60米長的戶外園林泳池，為區內最長戶外泳池，當中兒童玩樂天地設有逾70米賽車場。另外，發展商引入GRAND PRIX PRO 實景互動賽車模擬遊戲，和提供佔地達2,100平方呎，設格鬥繩、推拉雪橇機等專業器材的戶外健身平台。

## 升降機服務
- MONACO全部採用富士達升降機。MONACO及GRANDE MONACO有11台ZEXIA及7台REXIA型號升降機，共有18台升降機。MONACO ONE及MONACO MARINE有14台ZEXIA及10台REXIA型號升降機，共有24台升降機。

## 興建圖集

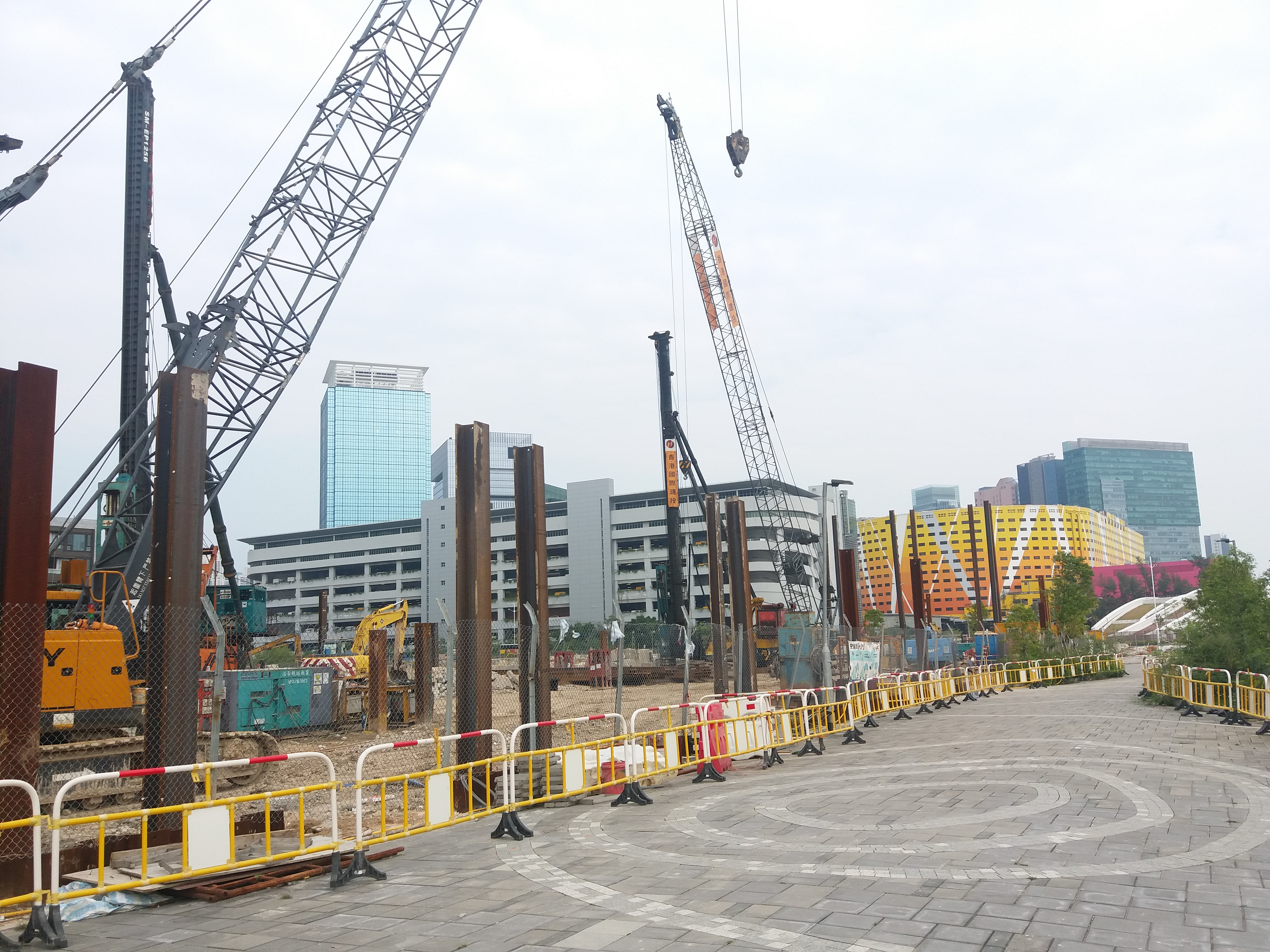
地基工程，2018年10月
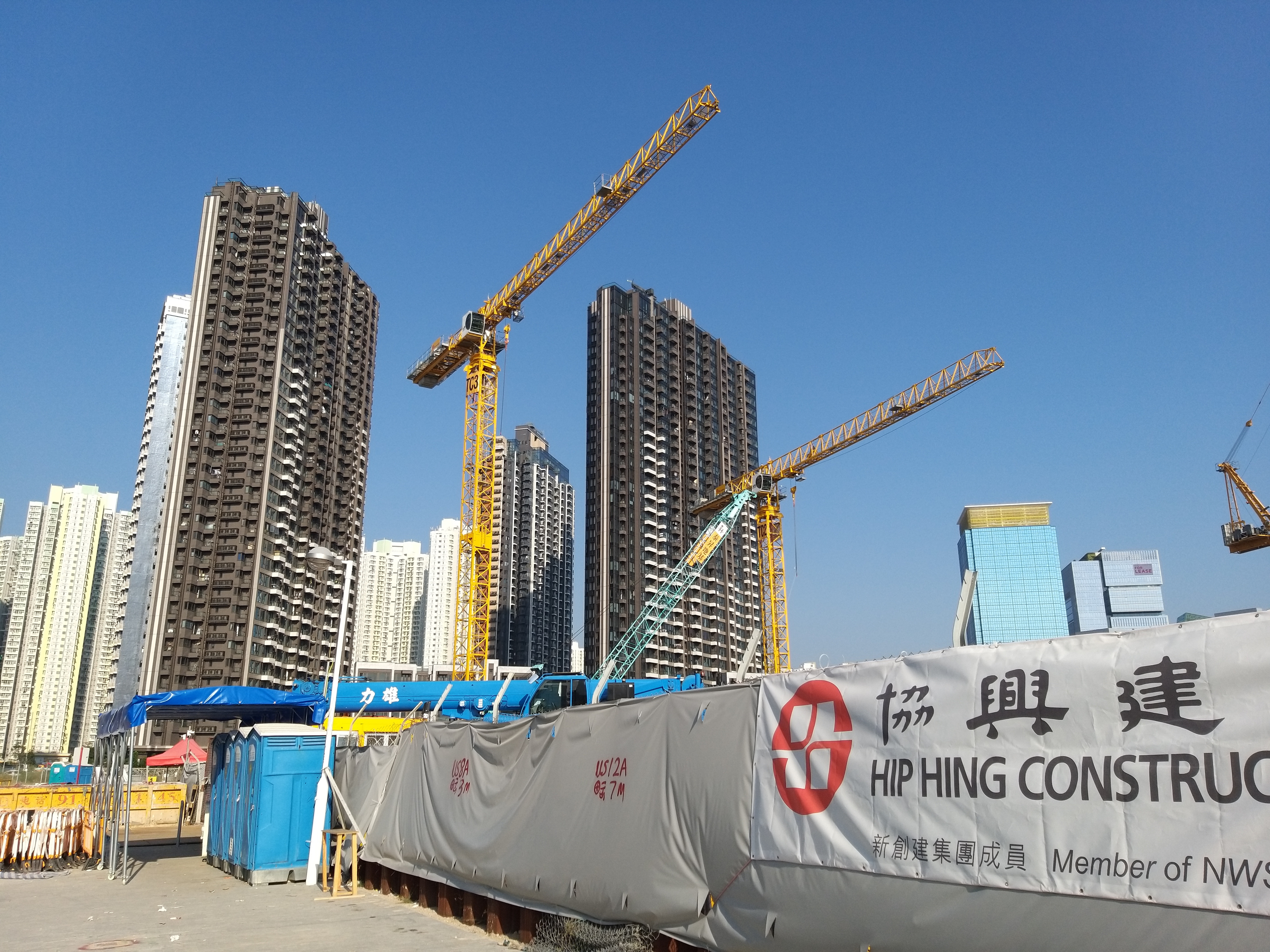
開始興建上蓋，2019年11月
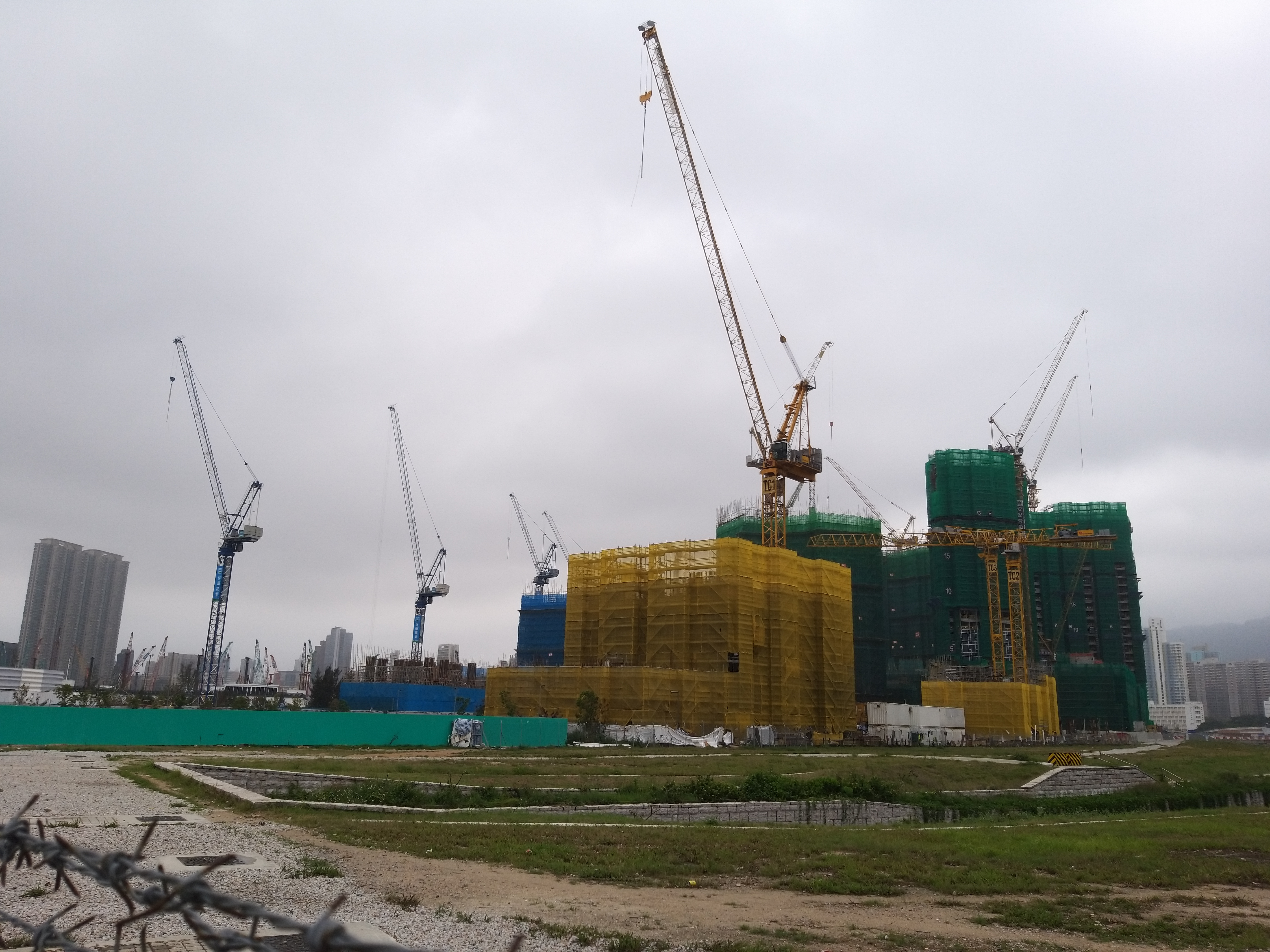
2020年3月
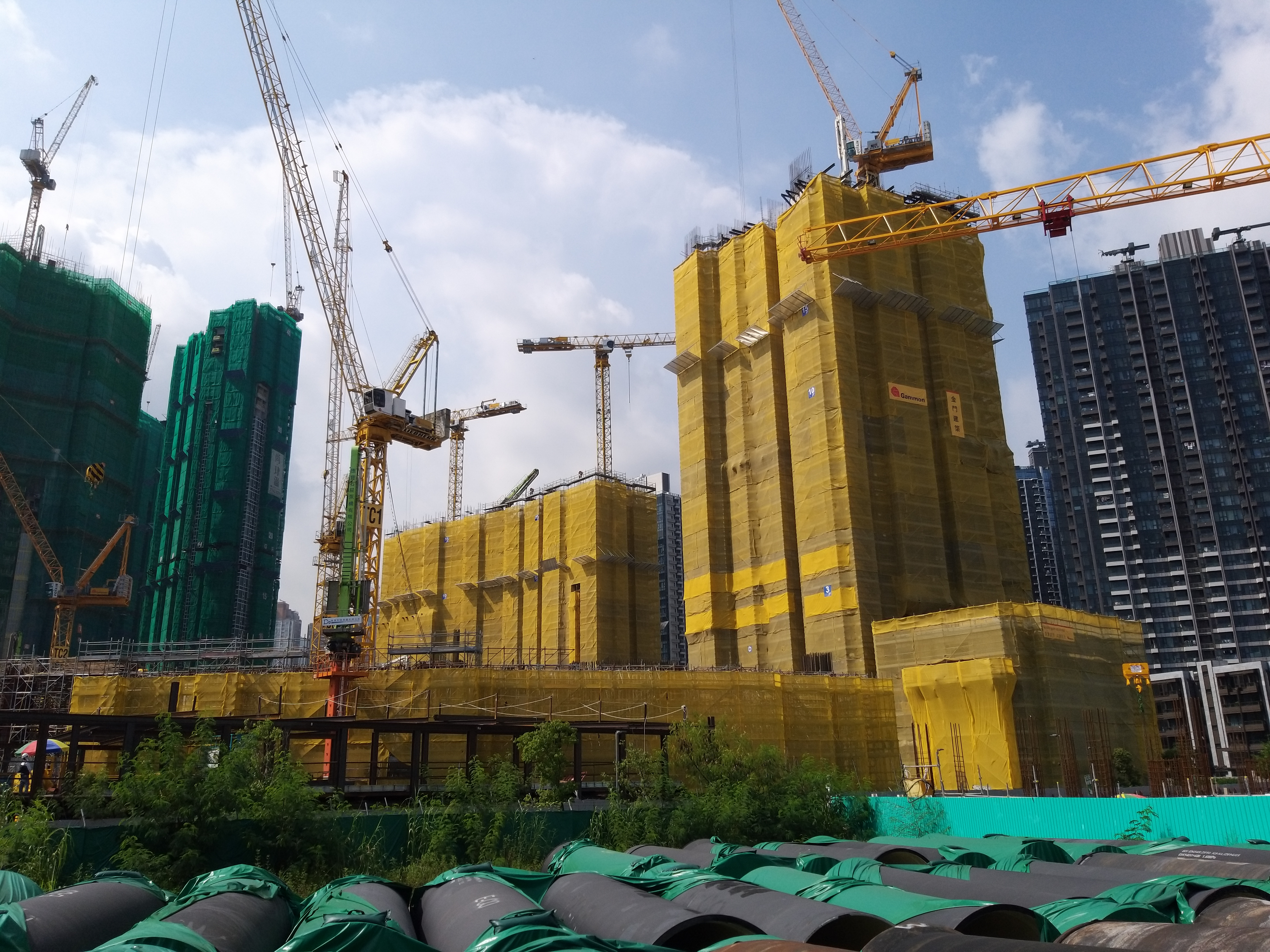
2020年8月
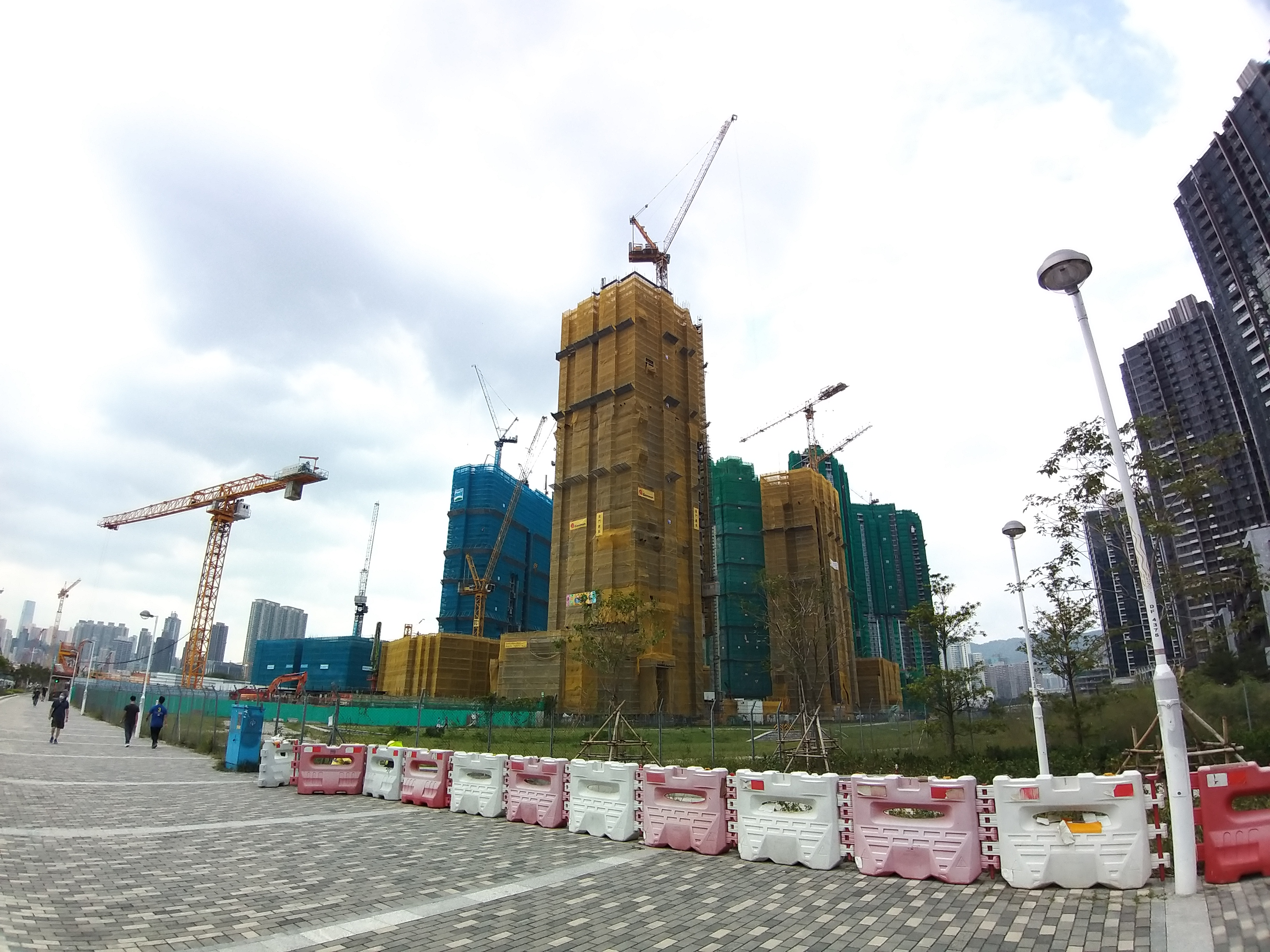
2020年10月
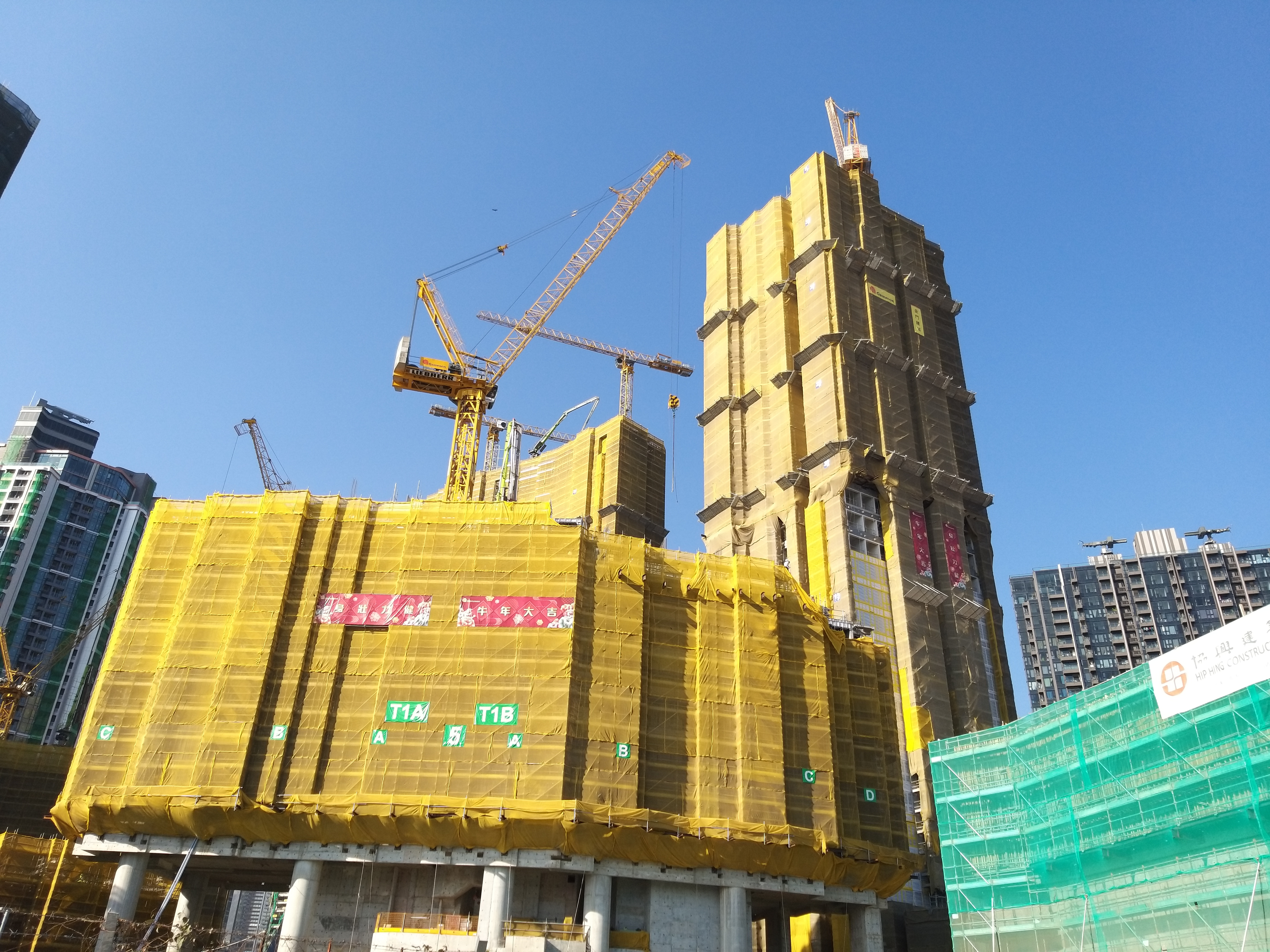
2021年2月
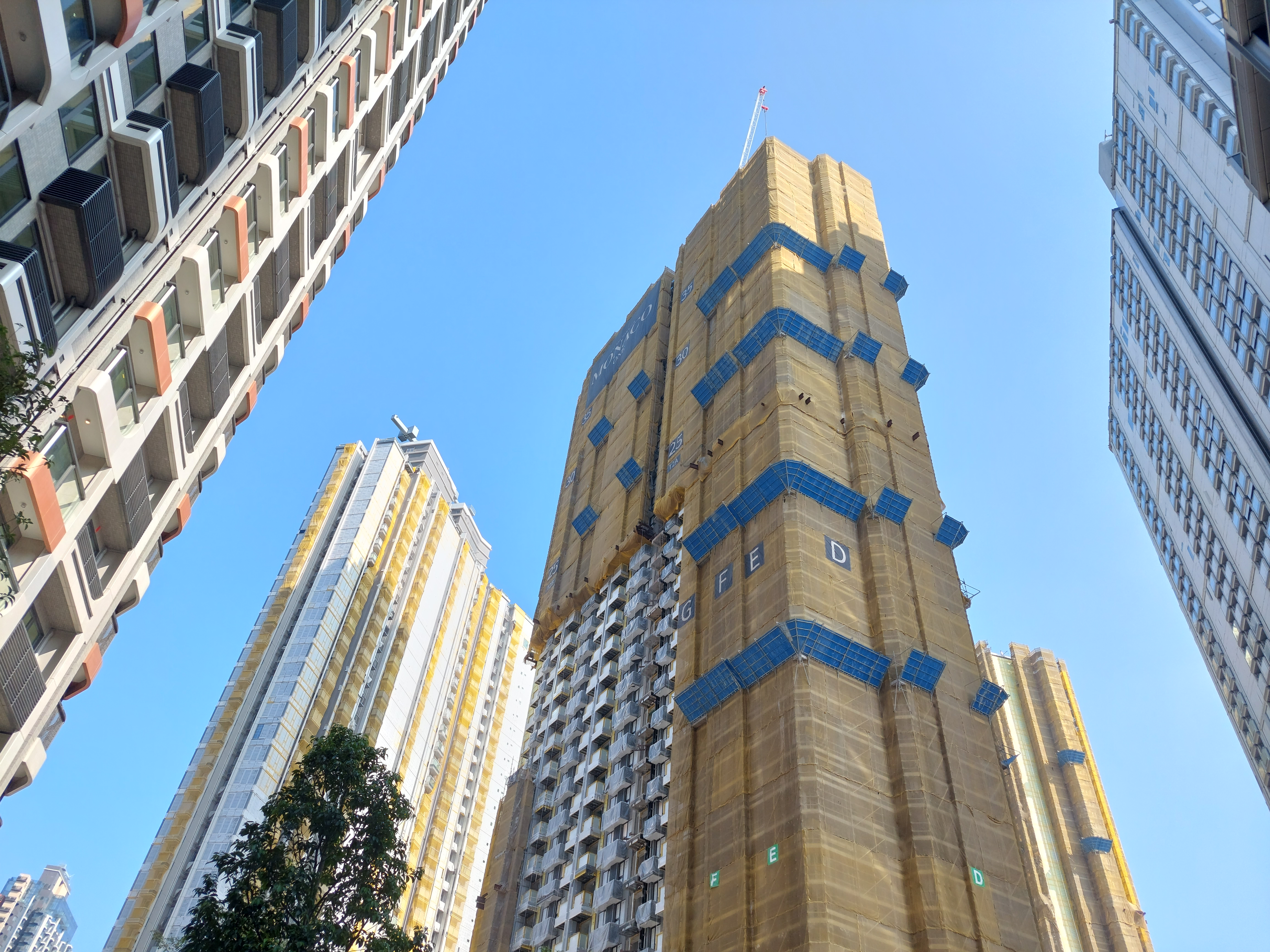
大致封頂，2022年1月

## 軼聞
- 發展商破天荒斥資約100萬元，租用香港太子酒店約300個酒店房間作為揀樓地點，每間房人數限定為4人，希望能夠有防疫效果，同時讓買家感到舒適。[12]

- 位於海港城港威大廈10樓的示範單位，其中兩個單位以鏡像形式展示實際高度（例如MONACO MARINE的第1A座28樓A單位高度為2925毫米）[13]

### 兩者關係
雖然MONACO、GRANDE MONACO、MONACO ONE和MONACO MARINE都是以以摩納哥生活為主題，但MONACO與MONACO ONE是兩個獨立項目，更因隔着揚帆里南沒有連接通道。

## 鄰近
- OASIS KAI TAK
- 龍譽
- 嘉峯匯
- The Henley
- AIRSIDE－辦公室、酒店、商場、公共交通運輸處（曾為啟德河雙子塔項目，因附近居民反對，政府改成單幢式200米高地標商廈，雙子塔之前規劃為175米高單幢式商廈）(2023年9月28日開幕)
- 香港兒童醫院
- 啟德體育園（啟德零售館、啟德體藝館、啟德青年運動場、美食海灣、中央廣場）
- 聖公會聖十架小學及保良局何壽南小學
- 啟德郵輪碼頭
- 港鐵屯馬綫啟德站及宋皇臺站
- 啟德跑道公園
- 第一階段啟德區域供應冷卻系統
- 位於前皇家香港輔助空軍基地的公屋項目：
  - 啟晴邨
  - 德朗邨

### 地理位置及交通配套
由此項目步行到港鐵啟德站只需要5分鐘，經屯馬綫及東鐵綫只需要12分鐘到達港鐵金鐘站，水上的士更可以到油麻地避風塘梯台，途經紅磡碼頭、尖沙咀東公眾碼頭（尖沙咀公眾碼頭）及中環碼頭。

## 外部連結
- MONACO及GRANDE MONACO官方網站 （页面存档备份，存于）
- MONACO ONE及MONACO MARINE官方網站 （页面存档备份，存于）